# WTA Challenger Bari
Das WTA Challenger Bari (offiziell: Open delle Puglie) ist ein Tennisturnier der WTA Challenger Series, das seit 2022 in der italienischen Stadt Bari auf dem Gelände des Circolo del Tennis Bari ausgetragen wird.

## Siegerliste

### Einzel
| Jahr | Siegerin        | Finalgegnerin    | Ergebnis      |
| ---- | --------------- | ---------------- | ------------- |
| 2022 | Julia Grabher   | Nuria Brancaccio | 6:4, 6:2      |
| 2023 | Tamara Zidanšek | Rebecca Šramková | 3:6, 7:5, 6:1 |
| 2024 | Anca Todoni     | Panna Udvardy    | 6:4, 6:0      |
| 2025 | Anca Todoni     | Anna Bondár      | 6:4, 6:0      |

### Doppel
| Jahr | Siegerinnen                           | Finalgegnerinnen                            | Ergebnis         |
| ---- | ------------------------------------- | ------------------------------------------- | ---------------- |
| 2022 | Elisabetta Cocciaretto Olga Danilović | Andrea Gámiz Eva Vedder                     | 6:2, 6:3         |
| 2023 | Katarzyna Kawa Anna Sisková           | Valentini Grammatikopoulou Elixane Lechemia | 6:1, 6:2         |
| 2024 | Anna Danilina Irina Chromatschowa     | Angelica Moratelli Renata Zarazúa           | 6:1, 6:3         |
| 2025 | Marija Kosyrewa Iryna Schymanowitsch  | Quinn Gleason Ingrid Gamarra Martins        | 3:6, 6:4, [10:7] |